# Ghiacciaio Acosta
Il ghiacciaio Acosta (in inglese Acosta Glacier) (71°58′S 100°55′W), è un ghiacciaio lungo circa 3 km situato sull'isola Thurston, al largo della costa della Terra di Ellsworth, in Antartide. Il ghiacciaio, il cui punto più alto si trova 317 m s.l.m., fluisce in direzione nord, poco a est di punta Dyer.

## Storia
Il ghiacciaio Acosta è stato così battezzato dal Comitato consultivo dei nomi antartici in onore di Alex V. Acosta, dello United States Geological Survey (USGS) di Flagstaff, Arizona. Acosta è uno specialista in grafica informatica ed è stato membro del team dello USGS che, negli anni novanta, ha realizzato la mappa satellitare dell'Antartide in scala 1:5.000.000 basata su misurazioni effettuate con il sensore Advanced Very High Resolution Radiometer (un radiometro a scansione nadirale operante in 5 bande) e quella della costa di Siple in scala 1:250.000 ottenuta con immagini dei Landsat.